# Kompania Inżynieryjna 4 Dywizji Strzelców Polskich
Samodzielna Kompania Inżynieryjna 4 Dywizji Strzelców Polskich (kinż) – pododdział saperów Armii Polskiej we Francji.

## Historia kompanii
W dniu 27 lipca 1918 roku na terenie Rosji w Kubaniu powstała kompania inżynieryjna i wchodziła w skład 4 Dywizji Strzelców Polskich. Był to kolejny pododdział saperski w polskich formacjach wojskowych na wschodzie. Po przetransportowaniu 17 grudnia 1918 roku do Odessy liczyła 34 oficerów i 163 szeregowych. 
Na jej podstawowe elementy organizacyjne składało się: dowództwo, szkoła oficerska, 6 plutonów - sztabowy, łączności, saperów, samochodowy, komunikacyjny, parku inżynieryjnego oraz dwie grupy - radiowa i zwiadu konnego. Od lutego do kwietnia 1918 roku zabezpieczała działania wojsk sojuszniczych w rejonie Odessy, a także walczyła z oddziałami radzieckimi jako piechota. 15 czerwca 1919 roku jej miejscem postoju był garnizon Stanisławów, skąd nastąpił powrót do kraju.

## Żołnierze kompanii
- kpt. Henryk Bagiński - dowódca kompanii